# Савинці (зупинний пункт)
Савинці — пасажирський залізничний зупинний пункт Жмеринської дирекції Південно-Західної залізниці на одноколійній  неелектрифікованій лінії Ярмолинці — Ларга. Розташований біля села Савинці Хмельницького району між станціями Ярмолинці та Дунаївці.

## Пасажирське сполучення
На зупинному пункті зупиняються приміські поїзди сполученням Ларга — Гречани / Хмельницький.